# جوزيف بيندر
جوزيف بيندر (بالألمانية: Joseph Binder)‏ هو رسام نمساوي، ولد في 15 فبراير 1805 في فيينا في النمسا، وتوفي في 16 أبريل 1863 في Kaltenleutgeben ‏ في النمسا.